# 馮欽明
馮欽明（16世紀—17世紀），字鴻宗，號安世，浙江湖州府長興縣人，明末清初政治人物。

## 生平
馮欽明是萬曆二十三年進士馮偉的第五子，在崇禎六年（1633年）中順天鄉試舉人，十年（1637年）成進士，刑部觀政，本年六月獲授四川瀘州知州，轉任山東曹州和山西澤州知州；十四年被革职。入清朝為工部員外郎。
清朝入關後，馮欽明外調福州知府，有行善政的名聲，辭官後建立宗祠，設立「止止居」教育子孫，死後在康熙二年（1662年）入祀鄉賢祠。

## 家族
曾祖馮禄，寿九十，乡钦宾；祖冯时隆，封河间知府；父冯伟，萬曆乙未進士，江西按察司副使，祀名宦乡贤。子馮遵祖，康熙癸丑进士。

## 引用
1. 1 2  同治《長興縣志·卷二十三上·人物》：馮欽明，號安世，【萬曆二十三年進士】偉五子，崇禎十年進士。厯任瀘州、曹州、澤州知州，遷工部員外郎，授福州知府，署興泉道篆，所在有善政。及歸里兩袖清風，建立宗祠，築止止居以課子孫，國朝康熙二年祀鄉賢。 志餘
2. ↑  同治《長興縣志·卷二十·選舉》：崇禎……馮欽明 六年癸酉科，偉子，順天中式。
3. ↑  《崇祯十年丁丑科进士三代履历》：冯钦明，曾祖禄，九十寿，乡钦宾；祖时隆，封河间知府；父伟，宪副，祀名宦乡贤乙未。鸿宗，易五房，丁巳三月十八日生，长兴县籍，南直祁门县人，癸酉八名，会一百九十六名，二甲九名，刑部观政，本年六月授四川泸州知州，己卯调繁曹州，庚辰考察，补山西泽州知州，辛巳革职。